# TuralTuranX
TuralTuranX (født 30. oktober 2000) er en Aserbajdsjansk musikalsk duo som består af tvillinge brøderne Tural og Turan Bağmanov. De to har repræsenteret Aserbajdsjan i Eurovision Song Contest 2023 med sangen "Tell Me More" men de fik en 14. plads i semifinale 1 med 4. point og kvalficerede sig ikke til finalen.